# Black Earth (álbum)
Black Earth é o primeiro álbum de estúdio da banda sueca Arch Enemy, lançado mundialmente em 12 de dezembro de 1996 pela Wrong Again Records. Foi formado pelos guitarristas Christopher Amott e Michael Amott, o baterista Daniel Erlandsson e o vocalista Johan Liiva.

## Faixas
| Black Earth — Edição padrão. |                          |         |  |
| N.º                          | Título                   | Duração |  |
| 1.                           | "Bury Me an Ange"        | 3:40    |  |
| 2.                           | "Dark Insanity"          | 3:16    |  |
| 3.                           | "Eureka"                 | 4:44    |  |
| 4.                           | "Idolatress"             | 4:56    |  |
| 5.                           | "Cosmic Retribution"     | 4:00    |  |
| 6.                           | "Demoniality"            | 1:19    |  |
| 7.                           | "Transmigration Macabre" | 4:09    |  |
| 8.                           | "Time Capsule"           | 1:09    |  |
| 9.                           | "Fields Of Desolation"   | 5:31    |  |
| Duração total:               | Duração total:           | 32:44   |  |

## Créditos
Os créditos seguintes foram adaptados do portal AllMusic.
- Johan Liiva – vocais e baixo
- Christopher Amott – guitarra
- Michael Amott – guitarra
- Daniel Erlandsson – bateria
- Fredrik Nordström – engenheiro, teclado, mixagem e produção
- Wez Wenedikter – design e produção
- Urszula Striner – fotografia
- Miran Kim – design de capa

## Crítica profissional
Black Earth recebeu, em geral, análises positivas por parte dos críticos especializados. Anders Sandvall do Metal Rules afirmou que "o álbum é brilhante e não há músicas ruins nele". Por sua vez, o contribuinte do AllMusic, Alex Henderson, escreveu que "Black Earth foi uma estreia promissora e está entre os esforços mais consistentes e memoráveis do conjunto sueco".
Ron Salden, da Archaic Magazine, afirmou que o álbum é "um clássico" e elogiou as canções escritas e os irmãos Amott. Para Salden, "Bury Me an Angel", "Eureka", "Transmigration Macabre" e "Fields Of Desolation" são canções atemporais. Por outro lado, Chad Bowar, do portal About, disse que o som "era cru, mas as canções ainda eram muito cativantes".
Discorrendo sobre as canções, o jornalista da Metal Review, Jason Jordan, afirmou que "Dark Insanity" era "indiscutivelmente a melhor de todas devido aos seus fantásticos riffs e leads, apoiados por uma performance agressiva e algumas vezes contida de Erlandsson". Jordan ainda comentou que algumas músicas como "Idolatress", "Cosmic Retribution", "Transmigration Macabre" e "Fields of Desolation" têm características louváveis, embora nenhuma corresponda à verve das primeiras faixas. Por fim, elogiou os integrantes e descreveu Black Earth como "uma apresentação sólida de death metal melódico".